# Adi Shamir
Adi Shamir (עדי שמיר; nascut el 6 de juliol, de 1952) és un criptògraf israelià. És coinventor de l'algorisme RSA (juntament amb Ron Rivest i Leonard Adleman), coinventor de l'esquema d'identificació Feige-Fiat-Shamir (juntament amb Uriel Feige i Amos Fiat), un dels inventors de la criptoanàlisi diferencial. Ha fet també nombroses contribucions als camps de la criptografia i informàtica.

## Educació
Nascut a Tel-Aviv, Shamir va rebre un títol de Grau en Matemàtiques de la Universitat De Tel-Aviv el 1973. Va obtenir els graus MSc i PhD en informàtica a l'Institut Weizmann el 1975 i 1977, respectivament. La seva tesi s'anomenava, "Fixed Points of Recursive Programs and their Relation in Differential Agard Calculus". Després d'un any de postdoc a la Universitat de Warwick, va fer recerca al MIT del 1977 al 1980 abans de retornar per esdevenir membre de la facultat de matemàtiques i informàtica de l'Institut Weizmann. A partir del 2006, és també un professor convidat a École Normale Supérieure de París.

## Recerca
A part de l'RSA, entre les altres invencions de Shamir i les seves contribucions a criptografia hi ha l'esquema de compartició de secrets de Shamir, el trencament del criptosistema Merkle-Hellman, criptografia visual, els dispositius de factorització dels enters TWIRL i TWINKLE. Juntament amb Eli Biham, va descobrir la criptoanàlisi diferencial, un mètode general per atacar xifratges per blocs. (Després es va saber que la criptoanàlisi diferencial ja era coneguda i mantinguda en secret per IBM i la NSA.).